# José Medeiros Ferreira
José Manuel de Medeiros Ferreira, född 20 februari 1942 i Ponta Delgada, Azorerna Portugal, död 18 mars 2014, var en portugisisk politiker, historiker och statsvetare. Han tjänstgjorde som minister för internationella förhandlingar från 1976 till 1977 och var länge ledamot av det portugisiska parlamentet. Han tjänstgjorde också som ledamot av Europaparlamentet under den andra mandatperioden 1986 till 1989.

## Biografi
Medeiros Ferreira föddes i Ponta Delgada i Portugal. Han studerade historia vid Lissabons universitet. På 1960-talet deltog han i studentprotester och oppositionella aktiviteter, vilket ledde till att han uteslöts från universitetet med studieförbud i Portugal. 1968 emigrerade han till Schweiz. Han avslutade så småningom sina studier vid Université de Genève 1972 och doktorerade 1991 vid Universidade Nova de Lisboa i politisk och institutionell historia. Från 1972 till 1974 undervisade han vid universitetet i Genève och blev senare professor vid Universidade Nova de Lisboa, specialiserad på samtidshistoria och internationella relationer. Han undervisade också vid Azorernas universitet, Universidade dos Açores. Han författade vetenskapliga publikationer och andra böcker och var tv-kommentator.
Medeiros Ferreira engagerade sig i Socialistpartiets verksamhet. Han valdes in i den konstitutionella församlingen 1975, 1976 och 1979 och därefter till republikens församling för flera mandatperioder. Från september 1975 till juli 1976 tjänstgjorde han som utrikesminister i José Batista Pinheiro de Azevedos regering, och sedan som minister för internationella förhandlingar i Mario Soares första regering, och lämnade ämbetet efter en konflikt med premiärministern. 1979 tillhörde han högerfraktionen i PS som heter Reformadores, upplöstes 1985. Samma år gick han med i Partido Renovador Democrático och återvände till republikens församling för dess fjärde mandatperiod.
Från januari 1986 till september 1987 var han ledamot av Europaparlamentet. Han omvaldes i de allmänna valen 1987 som den enda representanten för PRD, men lämnade snart partiet. Från januari 1986 till november 1987 var han vicepresident i European Democratic Alliance, och gick sedan med i den socialistiska fraktionen. [4] Han gick senare med i socialistpartiet och tjänstgjorde i parlamentet från 1995 till 2005. Dessutom var han från 1996 till 2005 medlem av Europarådets parlamentariska församling. 2006 avgick han från ledarpositioner i socialistpartiet. 1980 deltog han i ett möte i Bilderberggruppen. Han avled 2014 vid en ålder av 72 år.

## Familj
José Medeiros Ferreira var från 1973 gift med Maria Emilia Brederode Santos, som han fick en son med; hon var dotter till politikern Nuno Rodrigues dos Santos.

## Utmärkelser
José Medeiros Ferreira tilldelades Storkorset av Henrik Sjöfararens orden
1981 och Storkorset av Frihetsorden 1989.